# Spathiphyllum mawarinumae
Spathiphyllum mawarinumae är en kallaväxtart som beskrevs av George Sydney Bunting. Spathiphyllum mawarinumae ingår i släktet Spathiphyllum och familjen kallaväxter. Inga underarter finns listade.